# Andrés no quiere dormir la siesta
Andrés no quiere dormir la siesta es una película dramática argentina de 2009 dirigida y escrita por Daniel Bustamante. Narra la historia de un niño que tras el fallecimiento de su madre debe mudarse a la casa de su padre, donde se viven situaciones rígidas. Está protagonizada por Norma Aleandro, Conrado Valenzuela, Fabio Aste, Juan Manuel Tenuta, Marcelo Melingo y Celina Font. La película se estrenó mundialmente el 5 de septiembre de 2009 en el Festival Internacional de Cine de Montreal, mientras que su estreno comercial en las salas de cines de Argentina fue el 4 de febrero de 2010.

## Sinopsis
Sigue la vida de Andrés, un niño de ocho años que vive con su madre y su hermano mayor en Santa Fe hasta que un día su madre fallece en un accidente automovilístico, por lo cual, ambos deben mudarse con su padre y su abuela, con quienes tienen una relación tensa y se genera una situación inesperada entre Andrés y su abuela Olga.

## Elenco
- Norma Aleandro como Olga
- Conrado Valenzuela como Andrés
- Fabio Aste como Raúl
- Juan Manuel Tenuta como Antonio
- Marcelo Melingo como Sebastián
- Celina Font como Nora
- María José Gabin como Carmen
- Lautaro Puccia Sagardoy como Armando
- Ezequiel Díaz como Alfredo
- Brian Sichel como Gustavo
- Nontué Bautista como Hernán
- Alicia Aller como Martha

## Recepción

### Comentarios de la crítica
La película cosechó críticas positivas a mixtas por parte de la prensa. Pablo O. Scholz de Clarín expresó que «a la buena construcción de los diálogos de Bustamante se suman afortunadamente las actuaciones, principalmente de Norma Aleandro, Fabio Aste (el padre) y hasta el pequeño Conrado Valenzuela, como Andrés». Emilio A. Bellon de Página 12 manifestó que es «un film más que necesario y recomendable, que abre debates y lleva a evaluar los grados de responsabilidad individual y social frente a hechos que amenazan y atentan contra la dignidad humana».
En una reseña para La Nación, Adolfo C. Martínez escribió «Norma Aleandro vuelve aquí a demostrar su gran talento interpretativo al ponerse en la piel de Olga, en tanto que Fabio Aste, como el padre, y el resto del elenco logran apuntalar el relato al que una impecable fotografía y una música de logrados tonos suman puntos». Pedro Squillaci de La Capital señaló que «el director logró un resultado desparejo que fue llevar al extremo la mirada indolente del niño, pese a que puede entenderse como una manera de reflejar la indiferencia de esos tiempos».

### Premios y nominaciones
| Lista de premios y nominaciones | Lista de premios y nominaciones                 | Lista de premios y nominaciones | Lista de premios y nominaciones   | Lista de premios y nominaciones | Lista de premios y nominaciones |
| Año                             | Organización                                    | Categoría                       | Nominado/a(s)                     | Resultado                       | Ref(s)                          |
| ------------------------------- | ----------------------------------------------- | ------------------------------- | --------------------------------- | ------------------------------- | ------------------------------- |
| 2009                            | Festival Internacional de Cine de Montreal      | Premio Glauber Rocha            | Andrés no quiere dormir la siesta | Ganador                         | [ 10 ]                          |
| 2009                            | Festival de Cine de Trieste                     | Mejor director                  | Daniel Bustamante                 | Ganador                         | [ 11 ]                          |
| 2009                            | Festival de Cine de Trieste                     | Premio especial del jurado      | Andrés no quiere dormir la siesta | Ganador                         | [ 11 ]                          |
| 2009                            | Festival de Cine de Trieste                     | Premio del público              | Andrés no quiere dormir la siesta | Ganador                         | [ 11 ]                          |
| 2009                            | Festival Internacional de Cine de Mar del Plata | Mención especial                | Andrés no quiere dormir la siesta | Ganador                         | [ 12 ]                          |
| 2010                            | Premios Sur                                     | Mejor ópera prima               | Andrés no quiere dormir la siesta | Nominado                        | [ 13 ]                          |